# بابونه قدبلند
بابونه قدبلند، بابونه رفیع (نام علمی: Anthemis altissima) نام یک گونه از سرده بابونه است.